# Culicoides undentaris
Culicoides undentaris är en tvåvingeart som beskrevs av Liu 2002. Culicoides undentaris ingår i släktet Culicoides och familjen svidknott. Inga underarter finns listade i Catalogue of Life.